# Rada pro Indie
Rada pro Indie (španělsky: el Real y Supremo Consejo de Indias) byla nejvyšším správním, legislativním a soudním koloniálním orgánem španělské říše. Vznikla oficiálně v roce 1524 a sídlila při španělském královském dvoře, což znamenalo, že se s ním podle potřeby stěhovala. Až v roce 1581 získala Rada pro Indie několik úředních místností v madridském Alcázaru. Při Radě Indii se shromáždil rozsáhlý archiv týkající se všech významných otázek dějin koloniální správy. Vlastní Generální archiv Rady Indií vznikl v 18. století. V současné době archiv sídlí v Seville a je zařazen do programu světového dědictví UNESCO.
Rada pro Indie měla jako nejvyšší administrativní orgán celou škálu funkcí a pravomocí. Mezi ty nejdůležitější patřily například navrhování osob na funkci místokrále, guvernéra nebo soudců audiencie, navrhování jmenování biskupů a dohled nad královským patronátem nad americkou katolickou církví, vojenské záležitosti kolonií, vysílání misionářů, kontrolní a inspekční funkce nad úřady a úředníky v koloniích včetně kontroly královských příjmů z kolonií a konečně také povolování či zákaz emigrace do Ameriky nebo záležitosti domorodého obyvatelstva v Americe.
Problémem Rady pro Indie bylo její metropolitní postavení a špatná, zdlouhavá komunikace mezi koloniemi v Americe a na Filipínách a Španělskem. Tato skutečnost znamenala, že efektivní a včasné řešení problémů, stejně jako prosazování zákonů v koloniích bylo v podstatě velmi problematické. Rada často závisela na protichůdných informacích, které z kolonií přicházely s několikaměsíčním zpožděním a její rozhodnutí tak byla nutně založena na špatné informovanosti o situaci na místě. Tento hierarchicky postavený a centralizovaný způsob vlády vedl k tomu, že správa španělské koloniální říše byla vysoce byrokratizovaná a rigidní.
Radě pro Indie předsedal předseda (presidente) a jejími členy bylo celkem osm radů (consejeros), většinou členů významných šlechtických rodů z metropole. Jejich znalost amerických podmínek a problémů se mohla značně lišit, ale nebylo nezvyklé, že její členové nikdy Ameriku nenavštívili a měli pouze teoretické popřípadě právní znalosti. Rada měla k dispozici řadu právníků, písařů a sekretářů, geografa a účetní.